# Vidne
Vidne este un sat din comuna Nikšić, Muntenegru. Conform datelor de la recensământul din 2003, localitatea are 31 de locuitori (la recensământul din 1991 erau 46 de locuitori).

## Demografie
În satul Vidne locuiesc 29 de persoane adulte, iar vârsta medie a populației este de 55,6 de ani (40,5 la bărbați și 61,9 la femei). În localitate sunt 15 gospodării, iar numărul mediu de membri în gospodărie este de 2,07.
Populația localității este foarte eterogenă.
|  |

| Demografie | Demografie | Demografie |
| An         | Locuitori  | Locuitori  |
| ---------- | ---------- | ---------- |
|            |            |            |
|            |            |            |
|            |            |            |
|            |            |            |
| 1948       | 90         |            |
| 1953       | 127        |            |
| 1961       | 122        |            |
| 1971       | 113        |            |
| 1981       | 67         |            |
| 1991       | 46         | 46         |
| 2003       | 37         | 31         |

| \| Componența etnică conform recensământului din 2003[2] \| Componența etnică conform recensământului din 2003[2] \| Componența etnică conform recensământului din 2003[2] \| Componența etnică conform recensământului din 2003[2] \| Componența etnică conform recensământului din 2003[2] \| \| ----------------------------------------------------- \| ----------------------------------------------------- \| ----------------------------------------------------- \| ----------------------------------------------------- \| ----------------------------------------------------- \| \| \| \| \| \| \| \| Sârbi \| Sârbi \| \| 10 \| 32,25% \| \| Muntenegreni \| Muntenegreni \| \| 7 \| 22,58% \| \| necunoscută \| necunoscută \| \| 0 \| 0% \| |              |  |    |        |
| Componența etnică conform recensământului din 2003 |              |  |    |        |
| |              |  |    |        |
| Sârbi | Sârbi        |  | 10 | 32,25% |
| Muntenegreni | Muntenegreni |  | 7  | 22,58% |
| necunoscută | necunoscută  |  | 0  | 0%     |